# Sherborne (Gloucestershire)
Sherborne est une paroisse civile et un village du Gloucestershire, en Angleterre.